# Římskokatolická farnost Počenice
Římskokatolická farnost Počenice je územní společenství římských katolíků s farním kostelem svatého Bartoloměje v děkanátu Kroměříž.

## Historie farnosti
První písemná zmínka o obci pochází z roku 1283. 

## Duchovní správci
Současným administrátorem excurrendo je od července 2015 R. D. Mgr. ICLIc. Jan Kulíšek.

## Bohoslužby
| Kostel              | Místo    | Bohoslužba (den) | Hodina | Poznámka     |
| ------------------- | -------- | ---------------- | ------ | ------------ |
| svatého Bartoloměje | Počenice | neděle           | 7.30   | farní kostel |

## Aktivity ve farnosti
Ve farnosti se pravidelně koná tříkrálová sbírka.